# Тохари

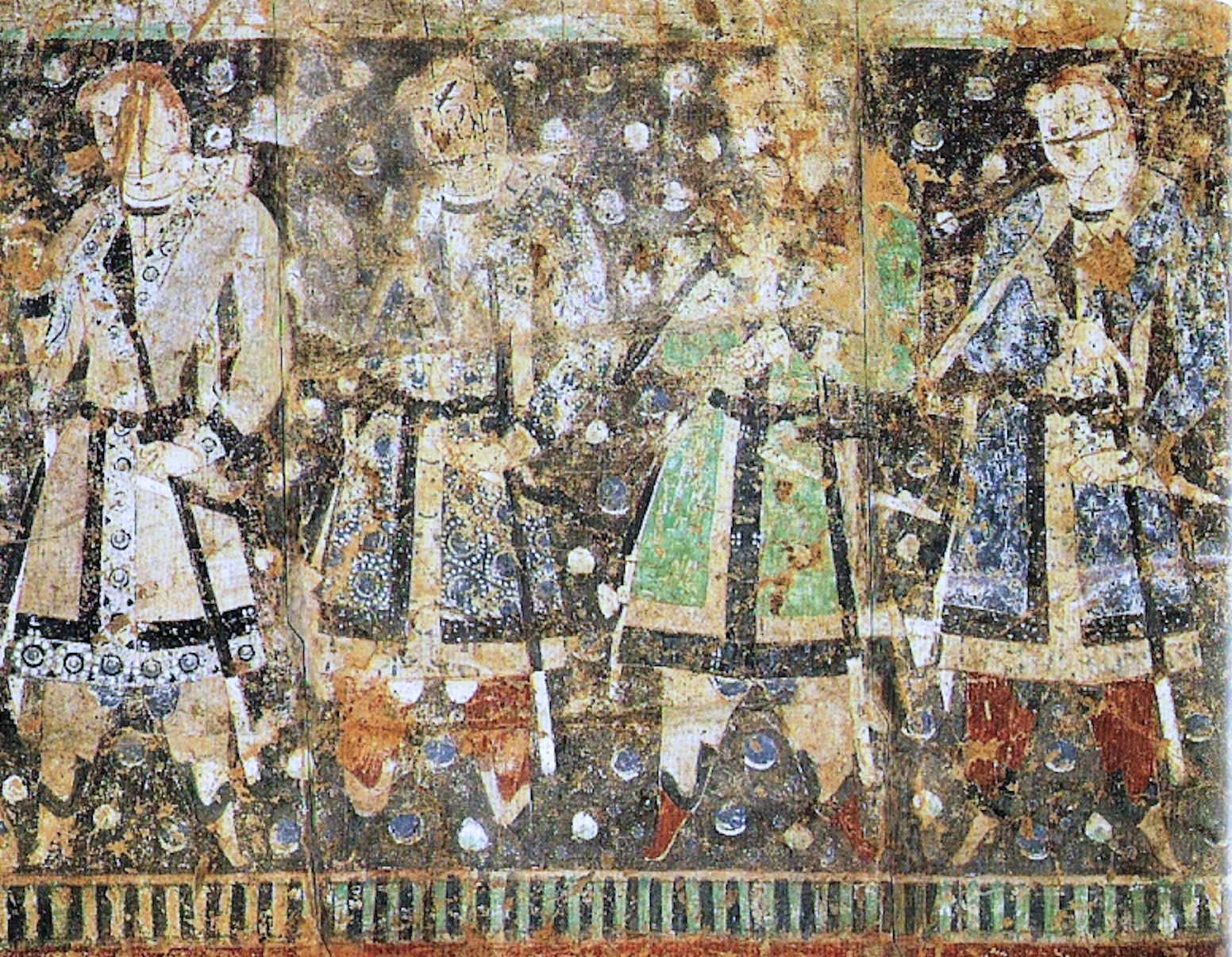
Тохари на фресці 6 ст., Музей індійського мистецтва, Берлін

Тоха́ри (грец. Τοχάριοι), тогари, псевдотохари — індоєвропейський народ Центральної Азії (відомий з III–VIII століття н. е.), що розмовляв тохарськими мовами — імовірно найсхідніший носій мов індоєвропейської родини. Початково тохари проживали в Таримській западині (Сіньцзян-Уйгурський автономний район, Ганьсу). Про імовірний вигляд тохарів дозволяють судити таримські мумії.

## Первинне місце проживання
Тохари (псевдотохари) можливо походять від афанасієвської археологічної культури, що існувала в Мінусинському степу і на Алтаї. Імовірно, вони вийшли на південний схід і осіли на землях Тариму. Мова тохарів належить до західної групи індоєвропейських мов (група кентум), до якої відносяться мови кельтів, германців, італіків, але не індоіранців, що з ними вони були сусідами, мови яких належать до східної групи індоєвропейських мов (група сатем).
Тохарська мова була поширена в тій же області, і, хоча перші свідчення мови відносяться до VI століття, непрямі свідчення, такі, як різниця між діалектами A і B, а також відсутність залишків тохарської за межами області, дозволяють вважати, що ця мова існувала у поселеннях тохарів у кінці першого тисячоліття до н. е.
За китайськими даними, під час правління імператора Цінь Ши Хуан-ді царство юечжів процвітало, але водночас постійно ворогувало з хунну на північному сході. Поруч з державою юечжів мирно сусідили тохари (псевдотохари), які тісно взаємодіяли з юечжі.

## Гілки
У науці поділяють тохарів на істинних (або справжніх, що є частиною юечжів і які послуговувалися східноіранськими північними діалектами, спорідненими з мовам скіфів, що пішли з кушанами на південь і дали ім'я області Тохаристан на території сучасного Афганістану), а також неістинних (псевдотохарів) — власне тих, на кого перенесли це ім'я китайці та ін., які, проте, розмовляли тохарськими діалектами, але не називали себе тохарами, на відміну від справжніх тохарів.

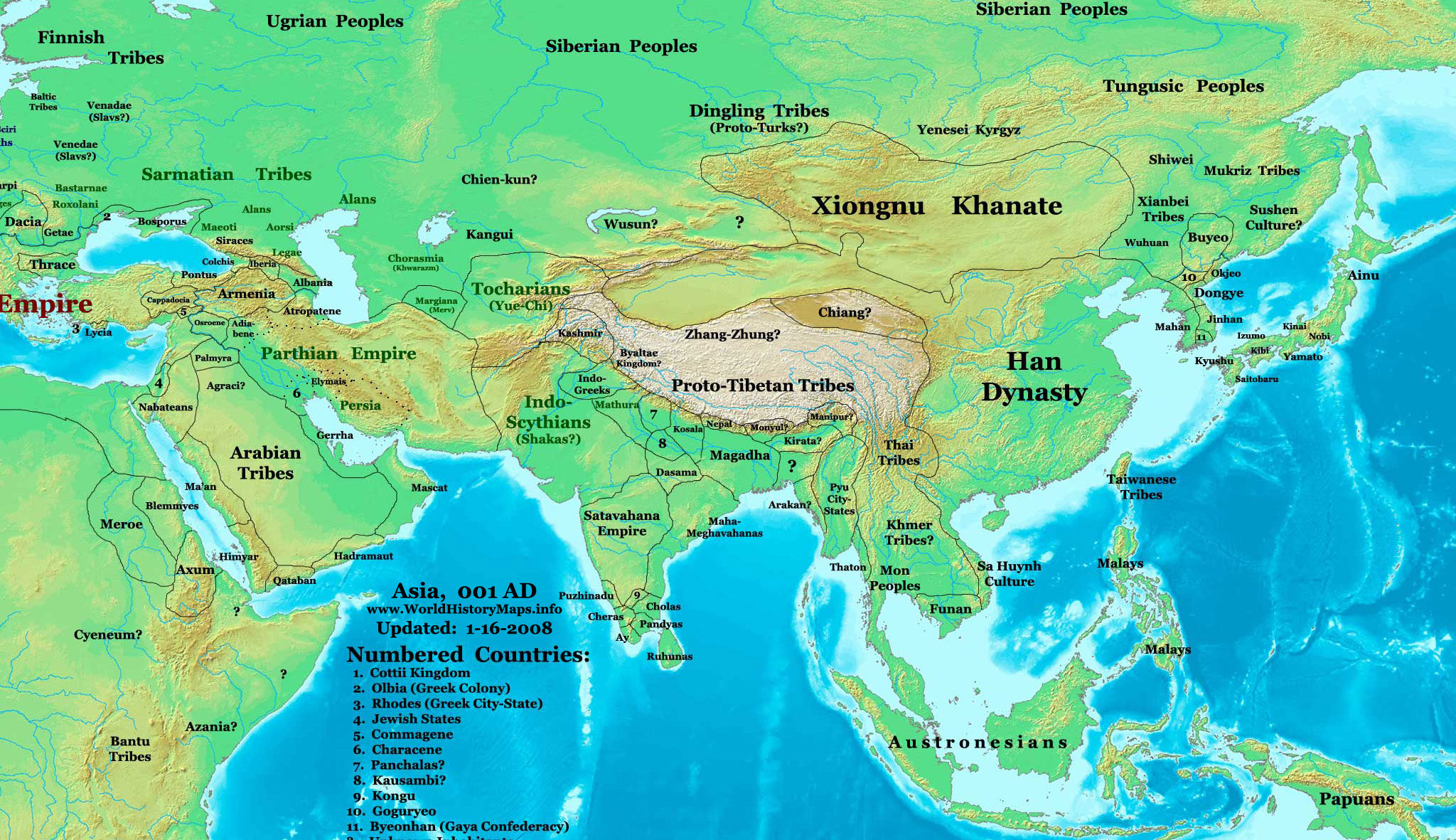
Розселення тохарів у Центральній Азії

## Генетика
Оприлюднене в лютому 2010 року генетичне дослідження залишків стародавніх мешканців Таримського басейну (в Синьцзян-Уйгурському автономному районі з найдавнішого шару кладовища (бл. 2000 р. до н. е.) показало, що ці люди належали до чоловічої гаплогрупи R1a1a.